# Marjaliza
Marjaliza település Spanyolországban, Toledo tartományban. Marjaliza Retuerta del Bullaque, Mazarambroz, Orgaz és Los Yébenes községekkel határos. Lakosainak száma 264 fő (2024).

## Népesség
A település népessége az utóbbi években az alábbiak szerint változott:
| Lakosok száma | 305  | 302  | 304  | 316  | 316  | 297  | 270  | 247  | 253  | 264  |
|               | 2001 | 2004 | 2007 | 2009 | 2012 | 2014 | 2017 | 2019 | 2022 | 2024 |